# Mount Sylvester
Mount Sylvester är ett berg i Kanada.   Det ligger i provinsen Newfoundland och Labrador, i den östra delen av landet, 1 600 km öster om huvudstaden Ottawa. Toppen på Mount Sylvester är 269 meter över havet, eller 27 meter över den omgivande terrängen. Bredden vid basen är 0,88 km.
Terrängen runt Mount Sylvester är huvudsakligen platt. Trakten runt Mount Sylvester är nära nog obefolkad, med mindre än två invånare per kvadratkilometer.. Det finns inga samhällen i närheten. 